# LaMont Smith
LaMont Smith (ur. 11 grudnia 1972 w Filadelfii) – amerykański lekkoatleta (sprinter), mistrz olimpijski z 1996.
Odnosił wiele sukcesów jako junior na poziomie stanowym, a później ogólnokrajowym. W 1996 zajął 4. miejsce w biegu na 400 metrów podczas mistrzostw Stanów Zjednoczonych seniorów, ustanawiając swój rekord życiowy 44,30 s.
Na igrzyskach olimpijskich w 1996 w Atlancie zdobył złoty medal w sztafecie 4 × 400 metrów, która biegła w składzie: Smith, Alvin Harrison, Derek Mills i Anthuan Maybank. Nie wystąpił w indywidualnym biegu na 400 metrów. 
Rekordy życiowe LaMonta Smitha:
| Konkurencja        | Data i miejsce             | Wynik |
| ------------------ | -------------------------- | ----- |
| bieg na 200 metrów | 23 sierpnia 1996, Bruksela | 21,08 |
| bieg na 400 metrów | 19 czerwca 1996, Atlanta   | 44,30 |